# Люббенау (Шпревальд)
Люббена́у или Любнёв (нем. Lübbenau/Spreewald, н.-луж. Lubnjow/Błota, в.-луж. Lubnjow) — город в Германии, в земле Бранденбург.
Входит в состав района Верхний Шпревальд-Лаузиц. Занимает площадь 138,78 км². Официальный код — 12 0 66 196.

## Административное деление
Город подразделяется на 12 городских районов:
- Бишдорф (Вотшоуц)
- Боблиц (Бобольце)
- Гросс-Бойхов (Бухов) с деревней Кляйн-Бойхов (Бухойц)
- Гросс-Клессов (Клешов) с деревнями Кляйн-Клессов (Клешойц) и Редлиц (Редлойцы)
- Гросс-Люббенау (Любнь)
- Киттлиц (Длопе) вместе с деревнями Эйсдорф (Станьшойце), Лихтенау (Лихтнов) и Шёнфельд (Тлуком)
- Кляйн-Радден (Радыньц) вместе с деревней Гросс-Радден (Радынь)
- Кримниц (Кшимницы)
- Леде (Леды)
- Рагов (Рогов)
- Хинденберг (Желнёйце)
- Церквиц (Церквица)

## Население
В настоящее время город входит в состав культурно-территориальной автономии «Лужицкая поселенческая область», на территории которой действуют законодательные акты земель Саксонии и Бранденбурга, содействующие сохранению лужицких языков и культуры лужичан.
| Год  | Население |
| ---- | --------- |
| 1990 | 23 854    |
| 1995 | 22 182    |
| 2000 | 19 959    |
| 2005 | 17 808    |
| 2010 | 16 820    |
| 2015 | 16 237    |
| 2020 | 15 969    |
| 2021 | 15 761    |
| 2023 | 16 820    |